# Drop It on Me
Drop It on Me – piosenka z gatunku muzyki pop oraz reggaeton stworzona na ósmy album studyjny portorykańskiego piosenkarza Ricky’ego Martina pt. Life (2005). Wyprodukowany przez will.i.ama i Luny Tunes oraz nagrany z gościnnym udziałem rapera Daddy’ego Yankee, utwór wydany został jako drugi singel promujący krążek dnia 22 listopada 2005 roku.
Piosenka notowana była na dwóch listach kompilowanych przez magazyn Billboard. W zestawieniu Bubbling Under Hot 100 Singles zajęła miejsce dwudzieste, a w notowaniu Latin Pop Songs – pozycję dwudziestą trzecią.